# Edvard von Düben
Edvard Vilhelm von Düben o Eden (Ljusne, 16 de agosto de 1865-Salina Cruz, 4 de marzo de 1930) fue un par, cónsul, farmacéutico, teniente y fotógrafo sueco perteneciente a la familia Düben.

## Biografía

### Primeros años
Edvard von Düben nació el 16 de agosto de 1865 en Ljusne, Suecia, hijo de Amelie von Düben (de soltera Westerberg) y Vilhelm von Düben. El cuarto y último hijo de una familia perteneciente a la nobleza sueca. Von Düben pasó algunos años en Landskrona antes de dejar Suecia, donde su familia alojó a la reconocida autora sueca Selma Lagerlöf.

### Carrera
Von Düben montó un negocio de fotografía en Landskrona, Scania, en el siglo XIX.
Posteriormente sirvió en el ejército brasileño como teniente. Además, también dirigía un negocio de impresión de libros en Sorocaba, São Paulo, Brasil.
Emigró a México después de haber estado en Brasil durante algún tiempo. Mientras estuvo en México, von Düben abrió un negocio químico-técnico. El negocio despegó primero en Salina Cruz, y luego en San Jerónimo en Oaxaca. Von Düben fue nombrado vicecónsul sueco de Salina Cruz en 1910, y en 1917 se casó con Raymunda Sánchez, de 19 años.